# Горан Персон
Горан Персон (швед. Göran Persson; Вингокер, 20. јануара 1949) шведски је политичар. Бивши је премијер Шведске и вођа шведске социјалдемократске партије.
Био је премијер Шведске од 22. марта 1996. године до 6. октобра 2006. године.